# 상좌부 불교

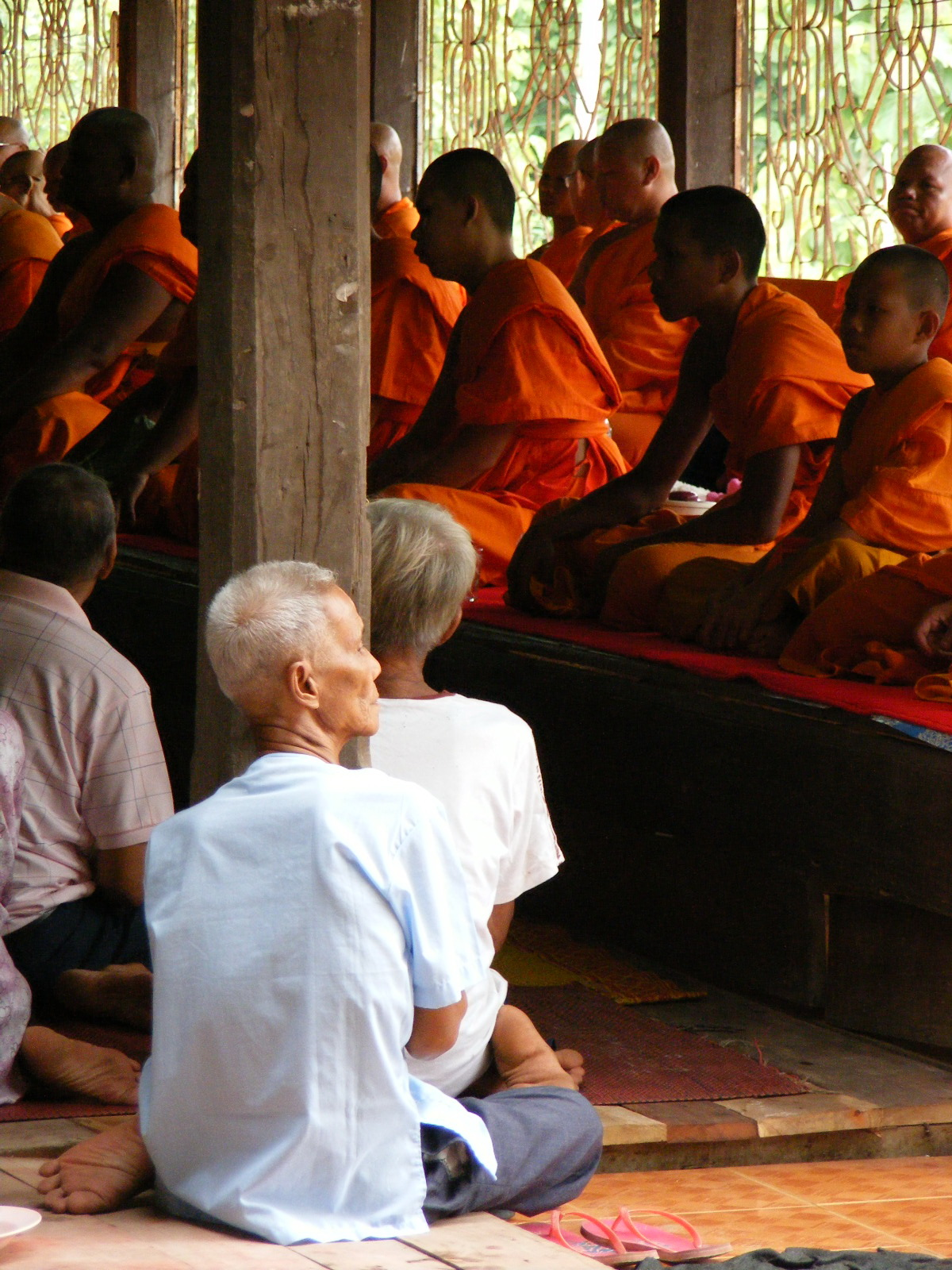

상좌부 불교(上座部佛教, 영어: buddhism of School/Way-of-the-Elders) 또는 테라바다/테라와다(Theravada)는 부처의 계율을 원칙대로 고수하는 불교를 말한다. 대중부 불교와 함께 인도 불교의 2대 부문(部門)의 하나이다.
테라바다라는 말은 "장로(長老)들의 길"이란 뜻으로 상좌부(上座部)라고 한역되었다. 상좌부 불교에서는 고타마 붓다가 사용한 언어인 팔리어(빠알리어)로 된 경전을 근간으로 하는데, 이는 산스크리트어로 쓰인 대승 경전과 대비된다. 이 팔리어 경전(아함경과 78% 일치하는 니까야)은 기원전 1세기경 스리랑카에서 최초로 쓰인 것으로 서력 기원후에 형체를 갖추어가기 시작한 대승권의 산스크리트어 경전이나 다른 경전보다도 고타마 붓다의 가르침이 더 정확하게 나타나 있다고 볼 수 있다.

## 불교 전통 연표
| 연표: 불교 전통의 성립과 발전 (기원전 450년경부터 기원후 1300년경까지)                 |                         |          |                    |                          |                          |                          |                          |                          |               |               |               |
|                                                                                        |                         |          |                    |                          |                          |                          |                          |                          |               |               |               |
|                                                                                        | 450 BCE                 | 450 BCE  | 250 BCE            | 100 CE                   | 100 CE                   | 500 CE                   | 500 CE                   | 700 CE                   | 800 CE        | 800 CE        | 1200 CE       |
|                                                                                        |                         |          |                    |                          |                          |                          |                          |                          |               |               |               |
| 인도                                                                                   | 원시불교                |          |                    |                          |                          |                          |                          |                          |               |               |               |
| 인도                                                                                   | 원시불교                | 부파불교 | 부파불교           | 부파불교                 | 부파불교                 | 대승불교                 | 대승불교                 | 밀교·금강승              | 밀교·금강승   | 밀교·금강승   |               |
| 인도                                                                                   | 원시불교                | 부파불교 | 부파불교           | 부파불교                 | 부파불교                 |                          |                          |                          |               |               |               |
| 인도                                                                                   | 원시불교                |          |                    |                          |                          |                          |                          |                          |               |               |               |
| 인도                                                                                   | 원시불교                |          |                    |                          |                          |                          |                          |                          |               |               |               |
|                                                                                        |                         |          |                    |                          |                          |                          |                          |                          |               |               |               |
| 스리랑카 · 동남아시아                                                                  |                         |          | 상좌부 불교        | 상좌부 불교              |                          |                          |                          |                          |               |               |               |
| 스리랑카 · 동남아시아                                                                  |                         |          |                    |                          |                          |                          |                          |                          |               |               |               |
| 스리랑카 · 동남아시아                                                                  |                         |          |                    |                          |                          |                          |                          |                          |               |               |               |
|                                                                                        |                         |          |                    |                          |                          |                          |                          |                          |               |               |               |
| 중앙아시아                                                                             |                         |          | 그레코 불교        | 그레코 불교              | 그레코 불교              | 그레코 불교              |                          | 티베트 불교              | 티베트 불교   | 티베트 불교   | 티베트 불교   |
| 중앙아시아                                                                             |                         |          |                    |                          |                          |                          |                          | 티베트 불교              | 티베트 불교   | 티베트 불교   | 티베트 불교   |
| 중앙아시아                                                                             | 비단길을 통한 불교 전파 |          |                    |                          |                          |                          |                          | 티베트 불교              | 티베트 불교   | 티베트 불교   | 티베트 불교   |
|                                                                                        |                         |          |                    |                          |                          |                          |                          |                          |               |               |               |
| 동아시아 · 한·중·일                                                                    |                         |          |                    | 천태종 · 정토종 · 일련종 | 천태종 · 정토종 · 일련종 | 천태종 · 정토종 · 일련종 | 천태종 · 정토종 · 일련종 | 천태종 · 정토종 · 일련종 | 밀교 · 진언종 | 밀교 · 진언종 | 밀교 · 진언종 |
| 동아시아 · 한·중·일                                                                    |                         |          |                    | 천태종 · 정토종 · 일련종 | 천태종 · 정토종 · 일련종 | 천태종 · 정토종 · 일련종 | 천태종 · 정토종 · 일련종 | 천태종 · 정토종 · 일련종 |               |               |               |
|                                                                                        |                         |          |                    |                          |                          |                          |                          |                          |               |               |               |
|                                                                                        | 450 BCE                 | 450 BCE  | 250 BCE            | 100 CE                   | 100 CE                   | 500 CE                   | 500 CE                   | 700 CE                   | 800 CE        | 800 CE        | 1200 CE       |
| \| \| 범례: \| \| = 상좌부 불교 전통 \| \| = 대승불교 전통 \| \| = 밀교·금강승 전통 \| |                         |          |                    |                          |                          |                          |                          |                          |               |               |               |
|                                                                                        | 범례:                   |          | = 상좌부 불교 전통 |                          | = 대승불교 전통          |                          | = 밀교·금강승 전통       |                          |               |               |               |

## 역사
불멸 후 100년의 근본분열로 교단은 두 부파로 나뉘었는데 그 중 보수파인 상좌의 사람들에 의한 일파가 상좌부이다.
북방불교의 자료들에 의하면 불멸(佛滅) 후 100년 아쇼카왕 치세 때, 마하데바(Mahadeva: 大天)라고 하는 진보파 비구가 교의에 관한 5개조의 신설(新說)을 제창하고 그 승인을 교단에 구했을 때에, 또는 남방불교의 자료인 실론의 《도사(島史)》나 《대왕통사(大王統史)》에 따르면, 와지족의 비구가 계율에 대한 십사(十事)의 신설(十事非法)을 주창했기 때문에(오늘날에는 일반적으로 후자가 승인되고 있다) 불교교단이 신설에 찬성하는 진보파의 대중부(大衆部)와 이에 반대하는 보수파의 상좌부(上座部)로 양분되었다. 이것이 근본분열(根本分裂)이며, 이를 계기로 부파불교의 시대로 들어간다.
인도의 아쇼카 왕 때인 기원전 3세기에 상좌부의 주도로 빠알리어로 행한 제3차 결집 직후, 아쇼카 왕의 아들 마힌다 장로를 통해 제3차 결집의 결과물을 가지고 상좌부는 스리랑카에 정착하였다. 스리랑카의 상좌부는 스스로를 "분별설부(Vibhajjavada)"라 불렀으며 암송되어 오던 제3차 결집의 빠알리어 대장경을 기원전 1세기에 싱할리문자로 기록하였다. 현재의 테라와다는 이 분별설부의 삼장을 계승하였다. 주로 동남아시아에 분포하여서 남방 불교라고도 불린다.
이후 북방에서는 상좌부가 불멸 후 300년 초에 본상좌부(本上座部)와 설일체유부(說一體有部)로 나뉘고 본상좌부는 히말라야 지방으로 옮겨 설산부(雪山部)라고 불리었으며, 캐시미르 지방을 본거(本據)로 하여 세력을 확장하였다가 사라졌다. 그리고 그 후의 분파에 의한 8부의 성립은 모두 설일체유부의 것으로 된 것이며, 따라서 유부는 상좌부계(上座部系) 중에서도 여러 부파 중 최대의 것이 되었고, 후에 일어난 대승불교의 소승불교에 대한 비판 · 논란(論難)은 거의 모두 이 유부에게 돌려지는 상태였다. 그래서 북방에서는 상좌부불교라고 하면 당연히 설일체유부가 중심을 차지하게 되었다. 기원후 2세기로 보인다.

## 교리

### 핵심교리
상좌부 불교 교리의 핵심은 고대 인도어로 남아있는 유일한 초기 불교 경전의 완전한 모음집인 팔리어 경전에 담겨있다. 이런 기본적인 불교 사상은 다른 초기 불교 학파와 대승불교 전통에서 공유된다. 이는 다음과 같은 핵심 개념이 포함된다.
- 의도에 기반한 행위 교리와, 사후에 완전히 깨닫지 못한 중생은 다른 몸, 어쩌면 다른 존재의 영역으로 윤회한다고 주장하는 관련된 윤회 교리. 어떤 영역에서 윤회할지는 그 존재의 과거 카르마에 따라 결정된다. 생사로 가득 찬 이 순환적 우주를 윤회라 한다.
- 베다가 신성한 권위라는 관념을 포함하여 브라만교 힌두교에서 발견되는 다른 교리와 관습을 거부한다. 신에게 바치는 모든 형태의 제사와 목욕을 통한 정화의식은 쓸모없고 영적으로 타락한 것으로 간주된다. 팔리어 경전 또한 카스트가 신의 섭리에 따라 정해진다는 관념을 거부한다.
- 삼십칠도품이라고 불리는 일련의 주요 가르침.
- 다양한 명상 수행이나 상태에 대한 설명, 즉 4가지 선정과 무색계에 대한 설명.
- 10가지 선한 행동 방향과 5가지 계율을 초함한 윤리적 수행(계).
- 열반(팔리어: nibbana)은 상좌부 불교의 최고선이자 최종목표이다. 고통의 완전하고 최종적인 끝, 완벽한 상태이다. 또한 모든 윤회의 끝이기도 하나, 소멸은 아니다.
- 감각적 쾌락의 타락, 존재의 타락, 무지의 타락과 같은 타락이나 유입이 있다.
- 모든 물리적, 정신적 현상이 일시적이고 불안정하며 불변한다고 주장하는 무상의 교리.
- 무아의 교리는 사람의 모든 구성 요소, 즉 오온은 무상하며 항상 우리의 통제를 받지 않기에 자아가 없다고 주장한다. 따라서 불변하는 실체, 영원한 자아, 영혼, 본질은 존재하지 않는다.
- 명상을 방해하는 5가지 장애는 (1) 감각적 욕망, (2) 적대감, (3) 게으름과 무기력, (4) 불안과 걱정, (5) 의심이다.
- 사무량심.
- 사성제는 다음과 같이 간략하게 기술한다. (1) 괴로움이 있다. (2) 괴로움의 원인, 주로 갈애가 있다. (3) 갈애를 제거하면 고통이 소멸한다. (4) 이를 이루기 위한 길이 있다.
- 고통이 어떻게 발생하는지(무명으로 시작하여 생로병사로 끝남)와 고통을 어떻게 끝낼 수 있는지를 설명하는 연기법의 틀.
- 중도는 두 가지 주요 측면을 지닌 것으로 여겨진다. 첫째, 극단적인 고행과 감각적 탐닉 사이의 중간적인 길이다. 또한 죽음으로 인해 존재가 소멸한다는 생각과 영원한 자아(팔리어: atta)가 존재한다는 생각 사이의 중간적인 관점.
- 팔정도는 불교의 깨달음으로 가는 길의 주요 개요 중 하나이다. 팔정도는 정견, 정사유, 정어, 정행, 정명, 정진, 정념, 정삼매의 여덟 가지 요소다.
- 삼보, 즉 부처, 법, 승에 의지하는 수행.
- 칠각지: 마음챙김, 탐구, 에너지, 행복, 이완, 삼매, 평정.
- 육근과 이에 상응하는 감각 인상과 의식 이론.
- 마음챙김 수행을 위한 다양한 틀, 주로 사념처(마음챙김의 확립)와 아나파나사티(호흡에 대한 마음챙김)의 16가지 요소.

### 다른 불교 전통과의 주요 교리 차별점
다른 불교 학파와 비교한 상좌부의 정통적 입장은 카타밧투(Kathāvatthu, "논란의 관점")와 부다고사와 같은 후대 주석가들의 다른 작품에 제시되어 있다.
전통적으로 상좌부는 다음과 같은 주요 교리적 입장을 고수하고 있으나 모든 상좌부가 전통적 관점에 동의하는 것은 아니다.
- 시간철학에 있어서 상좌부 전통은 철학적 현재주의, 즉 오직 현재 순간의 현상(다마)만이 존재한다는 견해를 따른다. 이는 다마가 과거, 현재, 미래의 세 시간 모두에 존재한다고 주장하는 설일체유부 전통의 영원주의적 견해와 대조된다.
- 아라한은 결코 평신도가 아니다. 왜냐면 그들은 결혼생활, 돈 사용 등 평신도의 속박을 벗어버렸기 때문이다.
- 부처님의 힘은 독특하며 제자와 아라한에게 공통된 것이 아니다.
- 상좌부 아비담마는 단 하나의 생각은 하루 이상 지속될 수 없다고 주장한다.
- 상좌부 아비담마는 사성제에 대한 통찰이 설일체유부가 주장한 것처럼 점진적인 것이 아니라 한 순간에 이뤄진다고 주장한다. 또한 번뇌도 점진적인 것이 아니라 단 한 순간에 버려진다.
- 상좌부 아비담마는 전통적으로 환생 사이에 중간 상태 또는 과도기 상태가 있다는 견해를 거부하고 환생은 순간적으로(한 마음의 순간에) 일어난다고 주장한다. 그러나 Bhikkhu Sujato 와 같은 다양한 현대 학자들이 지적했듯 중간 상태의 개념을 뒷받침하는 정식 구절이 있다(예: Kutuhalasāla Sutta). 일부 상좌부 학자들(예: Balangoda Ananda Maitreya)은 중간 상태의 개념을 옹호했으며 이는 상좌부 세계의 일부 승려와 재가자들 사이에서도 매우 흔한 믿음이다(이곳에서는 일반적으로 간다르바 또는 antarabhāva 라고함).
- 상좌부는 또한 두 형태의 열반, 즉 열등한 "국소적" 혹은 "영속적" 열반과 무주열반이 있다는 대승의 관념을 받아들이지 않는다. 이러한 이중 열반론은 경전에 없다. 카타밧투에 따르면, 무조건적인 요소를 구분하는 경계선은 있을 수 없으며 열반의 통일성에는 우월성이나 열등성이 없다.
- 상좌부 주해 작품에서는 가령, 설일체유부 학파의 일부가 주장한 바와 같이 열반을 단지 오염의 단순한 파괴나 오온의 비존재를 의미하는 개념적 혹은 명목적 존재가 아닌 실제 존재로 간주한다. 상좌부 스콜라주의에서 열반은 비생성을 포함하는 중단으로 정의되며 열정, 증오 및 망상의 단순한 파괴와 별도로 존재한다.
- 상좌부의 해석학 작품에 의하면, 정신현상은 매우 짧은 순간이나 혹은 찰나 동안 지속되지만, 물리적 현상은 그렇지 않다.
- 상좌부 학파는 부처가 인간계에 거주했다고 주장한다. 그것은 부처의 물리적 신체가 초월적 존재의 단순한 현현, 발산 혹은 마법적 창조였으며 따라서 그의 탄생과 죽음은 단순한 공연이고 비실재적이라고 말하는 대승의 가현설적 견해를 거부한다. 또한 상좌부 학파는 현재 모든 방향에 수많은 부처가 있다는 견해를 거부한다.
- 상좌부는 환생의식을 조건짓는 바왕가(bhavaṅga) 라고 불리는 기본적인 의식 수준이 있다고 주장한다.
- 상좌부는 오온에 부여된 개념적 명칭 이상의 존재로서의 푸드갈라("인격" 혹은 "개인적 실체")에 대한 푸드갈라바다 교리를 거부한다.
- 상좌부는 부처가 행한 모든 행위(말하기, 배변, 배뇨 등)가 초세간적 혹은 초월적이라고 주장하는 설출세부 학파의 견해를 거부한다. 또한 상좌부에 의하면 부처는 이미 일어난 것을 그치게 할 힘이 없고, 존재가 늙거나 병들거나 죽는 것을 막을 수 없으며, (죽지 않는 꽃과 같은) 영구한 것을 창조할 수 없다.
- 상좌부는 전통적으로 부처께서 직접 Abhidhamma Pitaka를 가르쳤다는 생각을 옹호한다. 이는 현재 현대 불교 연구 학문의 관점에서 일부 현대 상좌부에 의해 의문시되고 있다.
- 상좌부에서 열반이 유일하게 구성되지 않은 현상이다. 설일체유부 학파와 달리 상좌부에서는 공간을 구성된 법(담마)로 여긴다. 사성제조차도 구성되지 않은 현상이 아니며, 소멸의 영역도 마찬가지다. "있는 그대로"(진여) 또한 구성된 현상이다. 담마상가니에 의하면, 구성되지 않은 요소인 열반은 '무조건'이며, '조건'인 오온과 다르다.
- 상좌부에서는 보살의 길이 몇몇 예외적인 사람(석가모니와 메테야와 같은 사람)에게만 적합하다고 한다. 상좌부는 또한 보살을 살아있는 부처 앞에서 서원을 한 사람으로 정의한다.
- 상좌부는 정신의식을 조건짓고 의식을 물질적으로 지탱하는 물리적 감각 기관(오근)이 있다. 청정도론과 같은 후기 상좌부 경전 중 일부는 의식의 이 물리적 기반을 심장(hadaya-vatthu)에 두고 있으나, 팔리어 경전 자체는 이 문제에 대해 언급하지 않는다. 일부 현대 상좌부 학자들은 대안적인 개념을 제시한다. 예를 들어, 수완다 HJ 수구나시리(Suwanda HJ Sugunasiri)는 의식의 기반이 전체 신체 유기체라고 주장하며, 이를 생명기능(명근)이라는 정식 개념과 연결한다. 한편, WF 자야수리야(WF Jayasuriya)는 "hadaya"가 문자 그대로의 의미가 아니라("본질", "핵심"을 의미할 수도 있음) 심장과 혈액에 의존하는 전체 신경계(뇌 포함)을 의미한다고 주장한다.
- 상좌부는 일반적으로 대승 경전을 부처의 말씀으로 인정하지 않으며, 이 경전들(혹은 대승 교리)을 신뢰할만한 출처로 연구하거나 간주하지 않는다. 그들은 삼장이 불완전하거나 열등하다는 견해(즉, "소승")와 대승경전이 어떤 면에서 더 진보돼있다는 견해를 거부한다.
- 상좌부불교에서는 깨달은 아라한이 "타락할 수 없는 본성"을 지녔으며, 따라서 도덕적으로 완벽하다고 전통적으로 믿는다. 그들에게는 무지나 의심이 없다. 상좌부교리에 의하면, 아라한(그리고 다른 세 명의 하급 성자, 즉 수계자 등)은 자신의 상태에서 후퇴하거나 퇴보할 수 없다.

## 설일체유부
원래 본상좌부(本上座部: 설산부)와 설일체유부는 입장의 차이가 있는 것으로, 본상좌부에서는 경과 율을 중시한 데 대하여 유부에서는 논(論)을 중시하였다. 논은 교법에 대한 연구로서의 아비달마이며, 유부가 전거(典據)로 삼은 것은 기원전 2세기 카티야야니푸트라(Katyayanputra: 迦多衍尼子)가 저술한 《발지론(發智論)》이었다.
그 후 6종의 논이 만들어져 합하여 《6족발지(六足發智)》라고 하는데 이에 대한 연구가 활발히 행하여졌으며, 기원 2세기 쿠샨 왕조의 카니시카왕의 보호 아래 연구 성과에 대한 집대성(集大成)이 이루어져서, 《대비바사론(大毘婆沙論)》 200권의 대저(大著)로 발전하여 유부의 교의가 완성되었다.  비바사(毘婆沙)란 분석 또는 주석이라는 뜻으로, 《발지론》을 축어적(逐語的)으로 해석하면서 다른 여러 부파의 교설을 백과전서(百科全書)처럼 인용하고 이를 유부의 입장에서 비판한 것이다.
그러나 《대비바사론》이 너무 방대하기 때문에 이의 강요서(綱要書)가 만들어지고, 특히 4세기에 세친(世親)이 저술한 《구사론(俱舍論)》이 가장 뛰어난 것으로 중시되었다. 세친은 유부(有部)에서 최후로 분파하여 경전만을 의지(依支)하는 경량부(經量部)에 속하며, 《구사론》을 통해 유부의 교리를 비판적으로 해설하였다. 예를 들면, 《구사론》 〈수면품〉에서 세친은 삼세실유설을 경량부적 입장, 즉 과미무체설의 입장에서 반박하고 있다.
북방에서는 본상좌부 불교에서 분파한 유부는 교리적인 연구면에서 크게 진전하여 학문불교적인 색채가 농후했으며, 북방에서 불교의 전통적인 사상을 이어받아 학문적인 논장으로 변형 확장시킨 부파로서의 역할을 하였다.

## 남방불교의 테라와다
북방의 상좌부에서 설일체유부가 분파되기 전에, 기원전 3세기의 상좌부 주도로 빠알리어로 이루어진 제 3차 결집에서 포교를 결정함에 따라, 마힌다 장로를 통해 스리랑카(실론 섬)로 전해진 상좌부(테라와다)는 빠알리어로 이루어진 제 3차 결집의 경과 율을 잘 간직하고, 위빳사나 수행 중심의 불교로 이어졌다. 남방의 테라와다는 설일체유부와 다른 칠론을 발전시켰고, 빠띠삼비다막가(무애해도)의 위빳사나 수행 전통을 이어가, 수행 중심의 아비담마 이론을 집대성한 위수디막가(청정도론)를 기원후 425년 전후에 완성했다. 스리랑카의 테라와다는 동남아시아로 확장되어 현재 태국에서는 계행이, 미얀마에서는 아비담마와 위빳사나 수행이, 스리랑카에선 경전 연구가 특히 뛰어나다고 한다. 상좌부 불교(테라와다)는 스리랑카와 동남아시아 지역에 널리 퍼졌으므로 남방불교, 남전불교라고 불리게 되었다.

## 같이 보기
- 부파 불교
- 대중부 불교
- 소승 불교
- 대승 불교

## 참고 문헌
- 이 문서에는 다음커뮤니케이션(현 카카오)에서 GFDL 또는 CC-SA 라이선스로 배포한 글로벌 세계대백과사전의 〈종교·철학 > 세계의 종교 > 불 교 > 불교의 분파 > 글로벌 세계 대백과사전/종교·철학/세계의 종교/불 교/불교의 분파 > 상좌부불교〉 항목을 기초로 작성된 글이 포함되어 있습니다.